# Salsola merxmuelleri
Salsola merxmuelleri är en amarantväxtart som beskrevs av Paul Aellen. Salsola merxmuelleri ingår i släktet sodaörter, och familjen amarantväxter. Inga underarter finns listade i Catalogue of Life.